# Barleria lugardii
Barleria lugardii är en akantusväxtart som beskrevs av C. B. Cl.. Barleria lugardii ingår i släktet Barleria och familjen akantusväxter. Inga underarter finns listade i Catalogue of Life.